# هاري كارتر ستيوارت
هاري كارتر ستيوارت (بالإنجليزية: Harry Carter Stuart)‏ هو سياسي أمريكي، ولد في 4 يوليو 1893 في أبينغدون في الولايات المتحدة، وتوفي في 20 سبتمبر 1963 في فرجينيا في الولايات المتحدة. انتخب عضو مجلس ولاية فرجينيا.